# Петербургское телевидение (телепередача)
Петербургское телевидение (Говорит и показывает Петербург/Петербургский час) — информационно-аналитическая телепрограмма Пятого канала, целиком посвящённая жизни Санкт-Петербурга. Появилась в эфире 3 сентября 2007 года под названием «Говорит и показывает Петербург», позднее передаче присвоили наименование «Петербургский час»; с 28 февраля 2011 года выходит под заголовком «Петербургское телевидение».
Транслируется по будням, в 19:00, в прямом эфире телеканала «Санкт-Петербург».

## О передаче

Логотип передачи 2008—2011 годов

В 2006 году ТРК «Петербург» возобновила федеральное вещание. Вследствие этого Пятый канал был переориентирован на интересы зрителя в регионах России, а петербуржцы лишились общедоступного городского телеканала.

В 2007 году менеджеры телерадиокомпании, во главе с Татьяной Александровой, поставили своей целью создать передачу, которая бы в одном часе прямого эфира вместила максимум информации о всех сторонах многогранной жизни Северной столицы, тем самым утолив информационный голод зрителей из Петербурга и Ленинградской области.
В разное время передача включала в себя рубрики: «Новости», «Тема дня», «Телекурьер», «Эксперимент», «Как это было», «Семейный архив» и прочие.
Ныне программу составляют рубрики, произведённые телеканалом «Санкт-Петербург»:
- Новостной блок, в котором освещаются основные городские события и мероприятия
- Дискуссионный блок, в котором ведутся диалоги на различные темы, с участием чиновников и экспертов.

## Ведущие
За всё время существования программу вели: Инна Карпушина, Виталий Лукашов, Алексей Суханов, Татьяна Александрова, Ольга Гутник, Михаил Титов. Анна Рудикова и Андрей Иванов вели рубрику «Телекурьер», «Как это было» — Борис Гершт, рубрику «Эксперимент» — Даниил Ронжин и Кирилл Пищальников.
По состоянию на сегодняшний день программу представляют:
- ведущие: Ирина Степанова, Михаил Титов.

## Награды
В 2008 году программа стала лауреатом премии «ТЭФИ-Регион» в номинации «Ежедневная информационная программа».

## Конфликт с чиновником Смольного
8 апреля 2009 года в эфире «Петербургского часа» велось обсуждение антикризисного плана Администрации Санкт-Петербурга. В качестве эксперта по данному вопросу в студию был приглашён Сергей Бордунов, председатель Комитета экономического развития, промышленной политики и торговли Санкт-Петербурга. После эфира Сергей Дмитриевич устроил скандал, подвергнув сомнению профессионализм ведущих и журналистов Пятого канала, а зрителей назвав «элементарным быдлом». Через некоторое время после этого инцидента ведущая и руководитель передачи Татьяна Александрова была отстранена от эфира и позже покинула Пятый канал. В самой программе «Петербургский час» так же произошли изменения, продолжились кадровые перестановки.
Сергей Бордунов 19 октября 2009 года сложил с себя полномочия председателя КЭРППиТ и был назначен на должность советника губернатора Санкт-Петербурга.